# Qu Ding

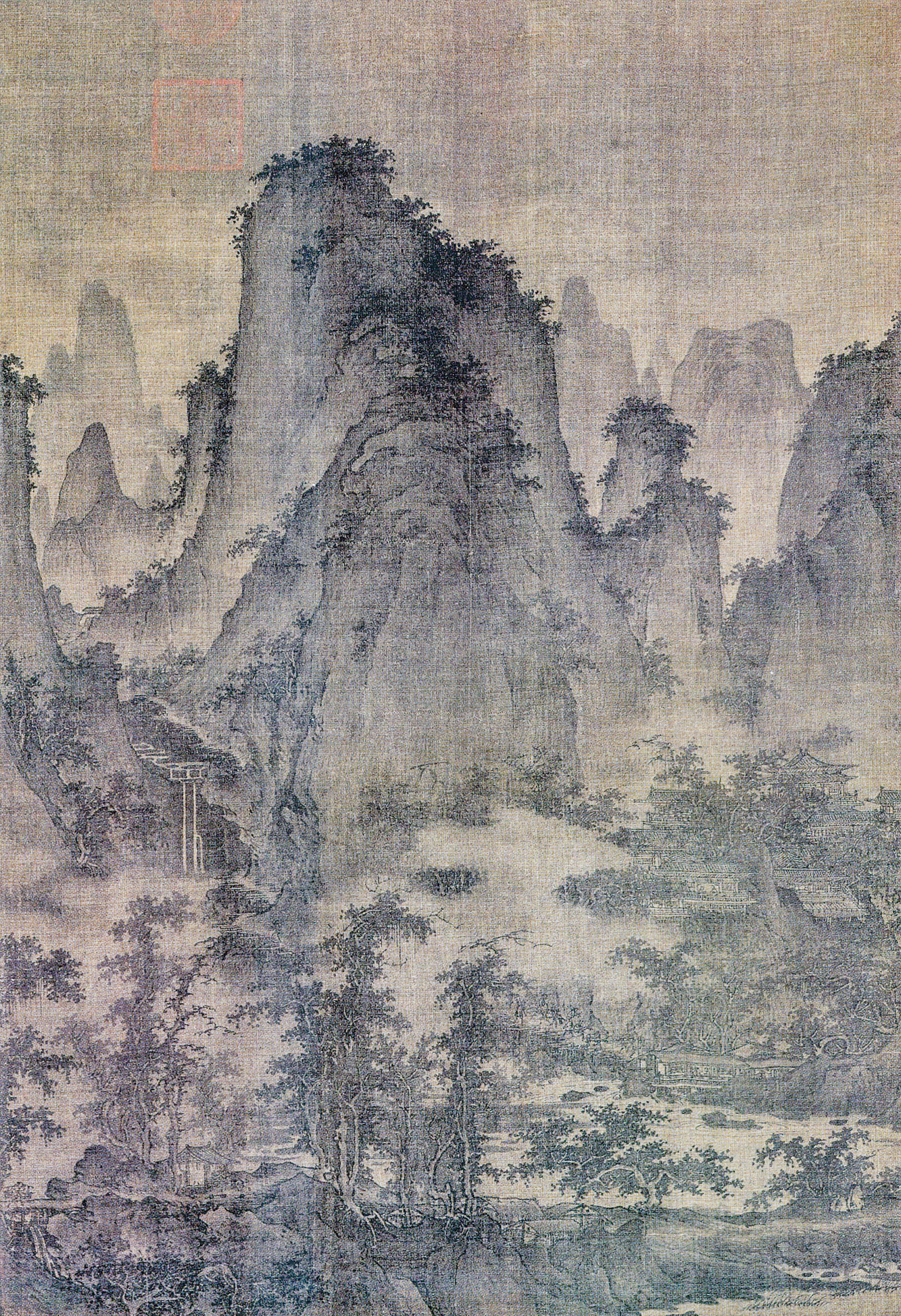
“Muntanyes a l'estiu” (Museu Metropolità d'Art de Nova York)

Qu Ding (en xinès: 屈鼎; en pinyin: Qū Dǐng) fou un pintor xinès que va viure sota la dinastia Song. Es tenen poques dades sobre la vida d'aquest pintor. Va desenvolupar la seva activitat artística entre els anys 1023 i el 1056 aproximadament. Fou un pintor paisatgista que va aprendre amb el mestre Yan Wengui. L'única obra seva que es conserva, és la que es troba al Museu Metropolità d'Art de Nova York. Alguns experts tenen dubtes de la seva autoria.